# هانامي

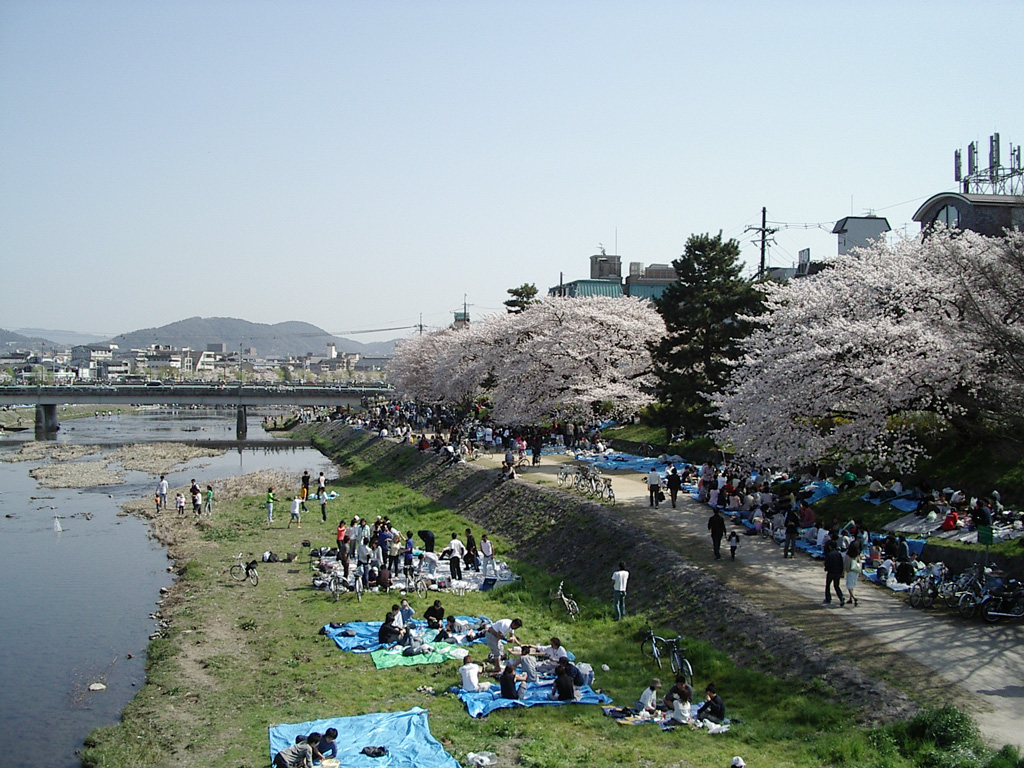
مجموعات بالناس تحتفل بالهانامي على ضفاف نهر كامو في كيوتو.

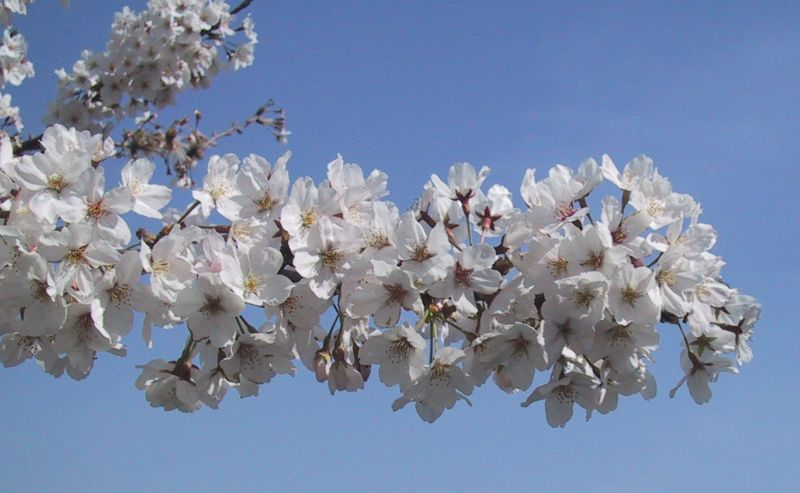
زهور شجرة الكرز (ساكورا)أثناء مرحلة انفتاحها.

هانامي (باليابانية: 花見 وتعني "مشاهدة الزهور") هي العادة المتبعة في اليابان والتي تتمثل في تأمل منظر الزهور وهي متفتحة، وغالبا ما يقصد اليابانيون في حديثهم عن الزهور، تلك المتعلقة بشجرة الكرز (ساكورا). تبدأ أشجار الكرز في الإزهار مع نهاية شهر مارس وتدوم تلك المرحلة حتى بداية شهر أبريل، ومع حلول هذا الشهر تكون أشجار الساكورا قد أزهرت في كامل أنحاء البلاد. تتجلى مظاهر الهانامي عندما يستغل اليابانيون هذه الفرصة، للاحتفاء تحت ظلال هذه الأشجار أثناء النهار في أيام العطلات أو في الليل.

## التاريخ
يرجع تاريخ هذه العادة إلى عدة قرون. تم الاحتفاء بها لأول مرة أثناء فترة نارا (710-784)، عندما كانت الثقافة الصينية في عهد أسرة تانغ تهيمن على اليابان. تم إدخال هذه العادة الصينية الأصل إلى البلاد على غرار العديد من التقاليد الأخرى. كان الناس في تلك الفترة يتأملون أزهار شجرة الخوخ، ثم حلت أزهار شجرة الكرز محلها أثناء فترة هييآن. منذ ذلك العهد أصبح لفظ زهرة مرادفا لزهرة الكرز في الشعر الياباني (تانكا وهايكو).
كان الاحتفاء بالساكورا يتم للإعلان عن بداية موسم زراعة الأرز. اعتقد الناس بوجود أرواح تسكن الأشجار، فكانوا يضعون القرابين تحتها، ثم يقومون باحتساء الساكي. قام الإمبراطور ساغا أثناء فترة هييآن باعتماد هذه العادة في بلاطه (كيوتو) وجعل منها عيدا لتأمل الزهور، يتم ارتداء ملابس خاصة بالمناسبة، ثم الجلوس تحت أغصان الأشجار المزهرة واحتساء الساكي. كان يتم كتابة الأشعار التي تتغنى برقة هذه الأزهار، تصورها الأبيات الشعرية على أنها صورة أخرى للحياة، مشرقة وجميلة، إلا أنها عابرة وزائلة. كانت هذه الطقوس البدايات الأولى للاحتفاء بالهانامي.
ظلت هذه العادة مقصورة على رجال البلاط فقط، ثم انتشرت بين أوساط طبقة المحاربين (الساموراي وغيرهم)، ثم ومنذ فترة إيدو، بين كافة طبقات الشعب. كان الناس يقومون باحتساء الساكي ويتناولون طعامهم في جو من السرور والغبطة.
لا تزال هذه العادة مستمرة إلى يومنا هذا. يخرج اليابانيون في نزهة مع عائلاتهم وأصدقائهم، يجلسون تحت الأشجار ويستمتعون بمنظر الزهور. تعتبر لحظة تفتق أولى الأزهار (開花 = كايكا) من الأوقات المحببة، ويترقب هواة التصوير هذه اللحظات بشغف كبير. تعرض نشرة الطقس في التلفزيون مراحل عملية الإزهار (満開 = مانكاي)، وتبدأ جنوبا في جزيرة أوكيناوا لتنتهي بعد حوالي شهر واحد في جزيرة هوكايدو في الشمال.

## في يومنا هذا
واصل الشعب الياباني إلى يومنا هذا على تقليد الهانامي، الآلاف من الأشخاص تملأ الحدائق لعقد حفل الهانامي تحت الأشجار المزهرة، ويستمرون حتى وقت متأخر من الليل، في معظم اليابان تأتي أيام ازدهار اشجار الكرز ( احتفال الهانامي ) في الوقت نفسه من بداية الدراسة والعمل بعد عطلة ,
يحتفل اليابنيون بالهانامي مع الأصدقاء، والعائلة، وزملاء العمل .
و تعلن توقعات ازدهار أشجار الكرز (桜 前线 sakurazensen ، حرفيا "مقدمة ازدهار الكرز") كل سنة من قبل وكالة الأرصاد الجوية اليابانية، وتتابع الصحف والتلفاز حركة الزدهار ( sakurazensen ) وهي تتحرك ببطء من الجنوب إلى الشمال .
و تعد أطباق خاصة في هذا المهرجان مثل الدانغو الذي يأكله اليابانيون في هذا المهرجان .

## معرض صور

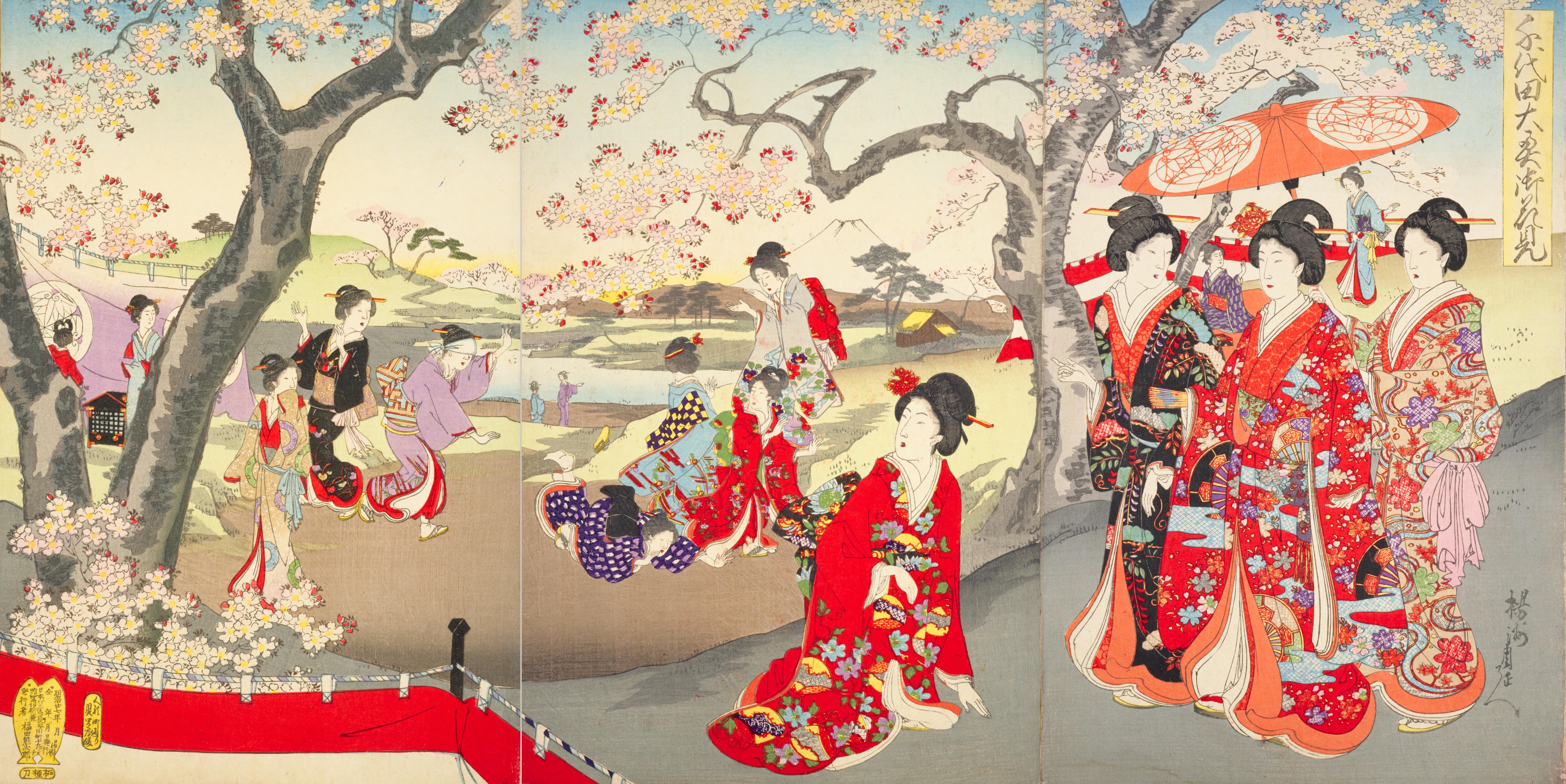
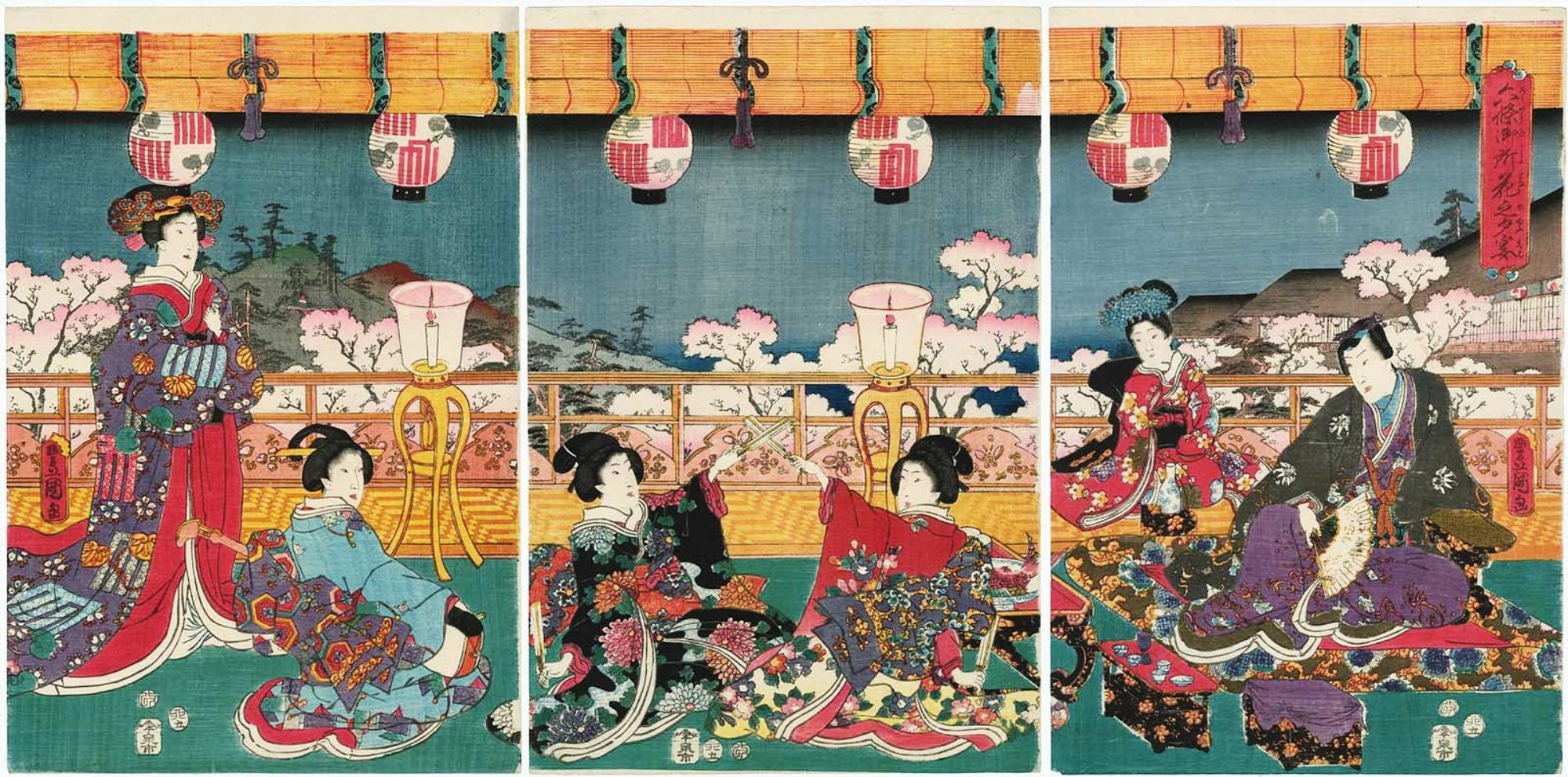
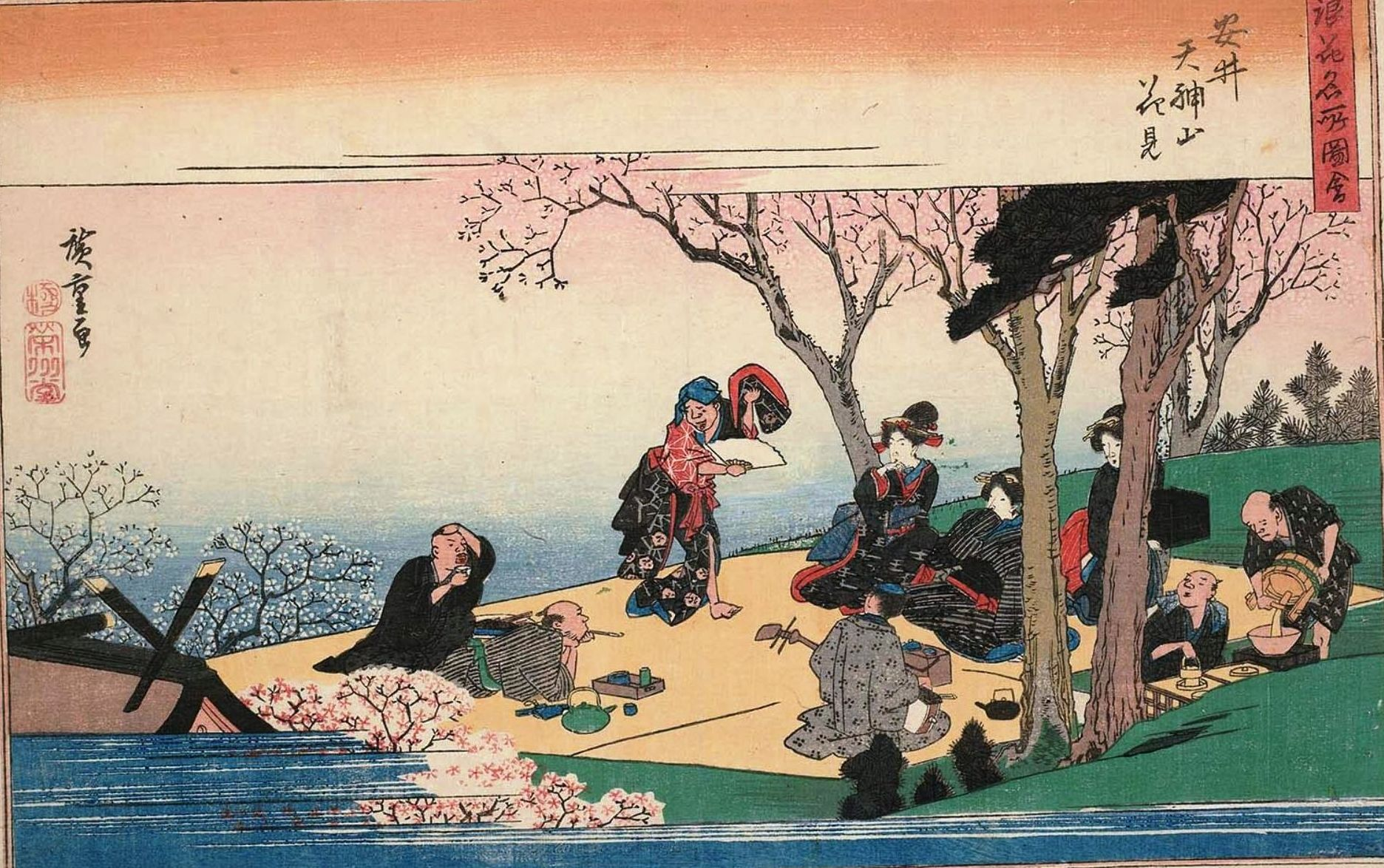
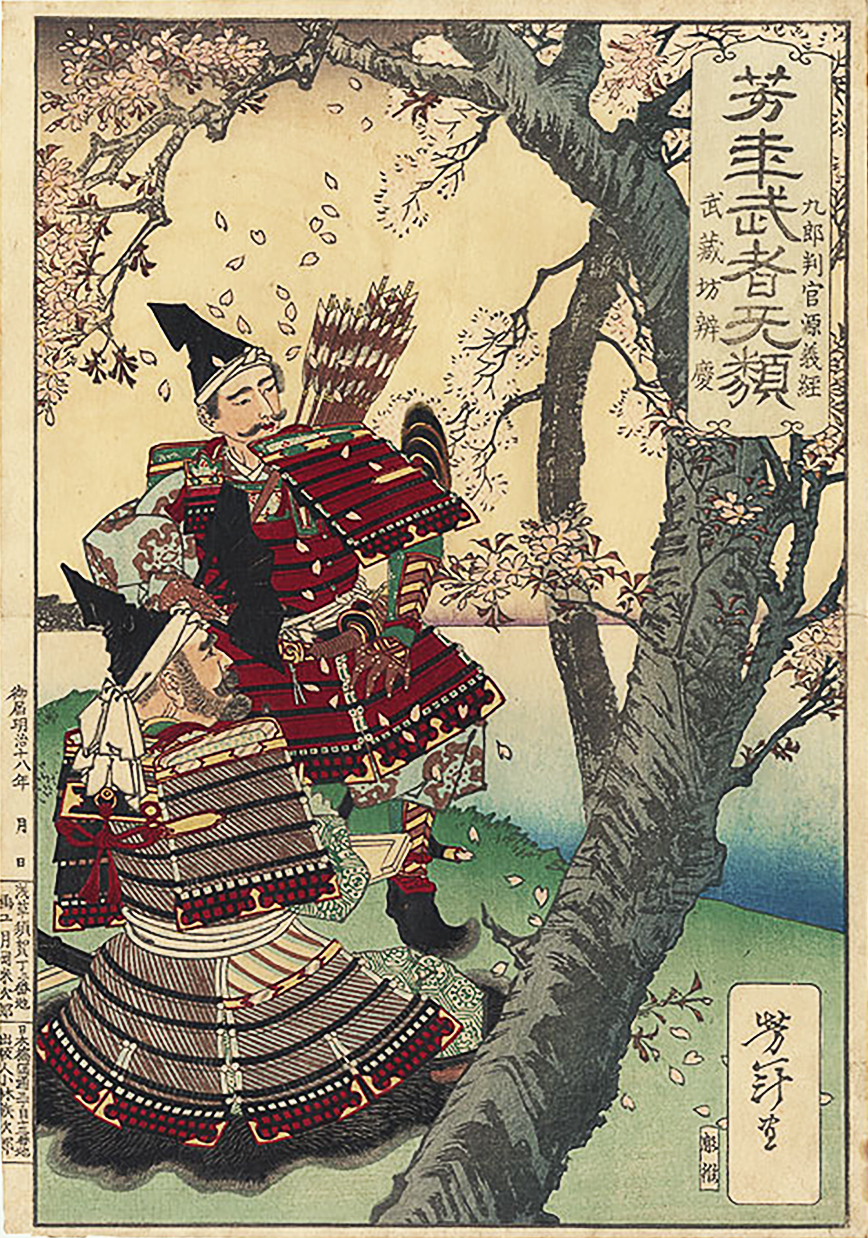
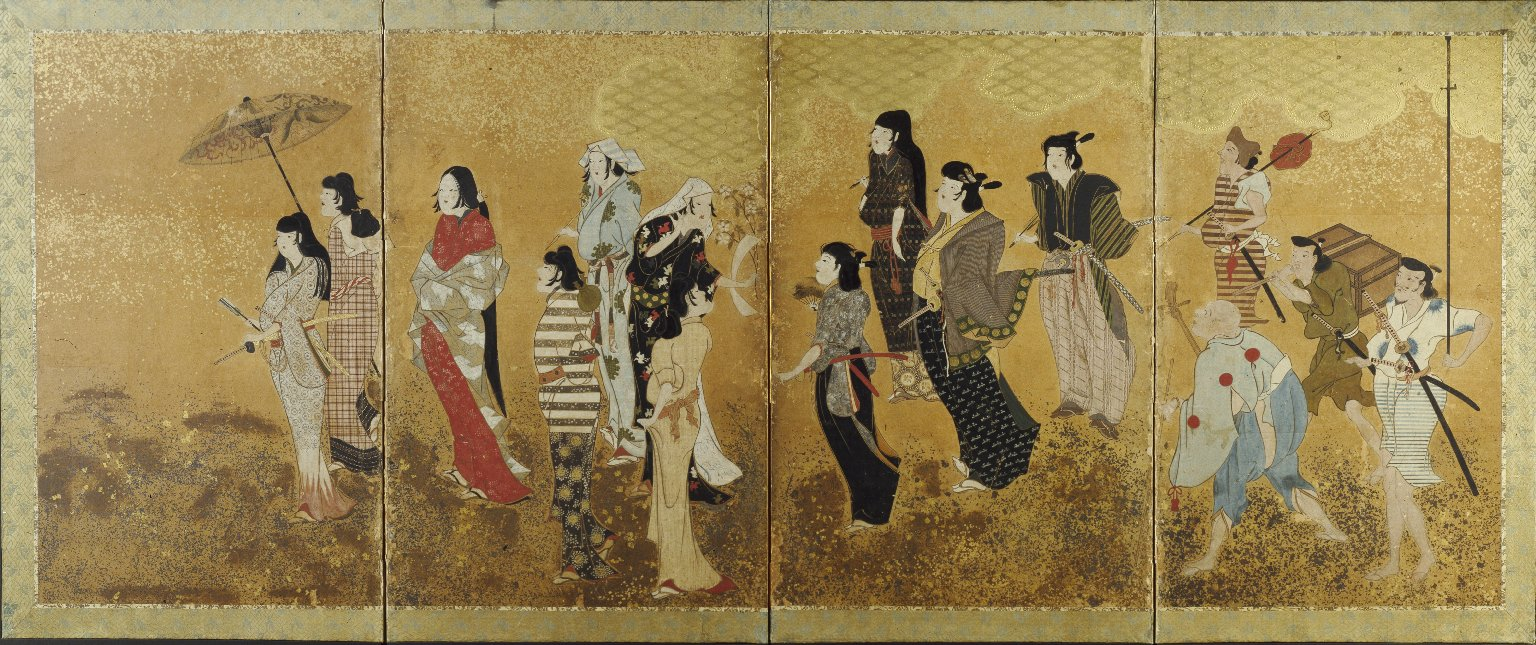
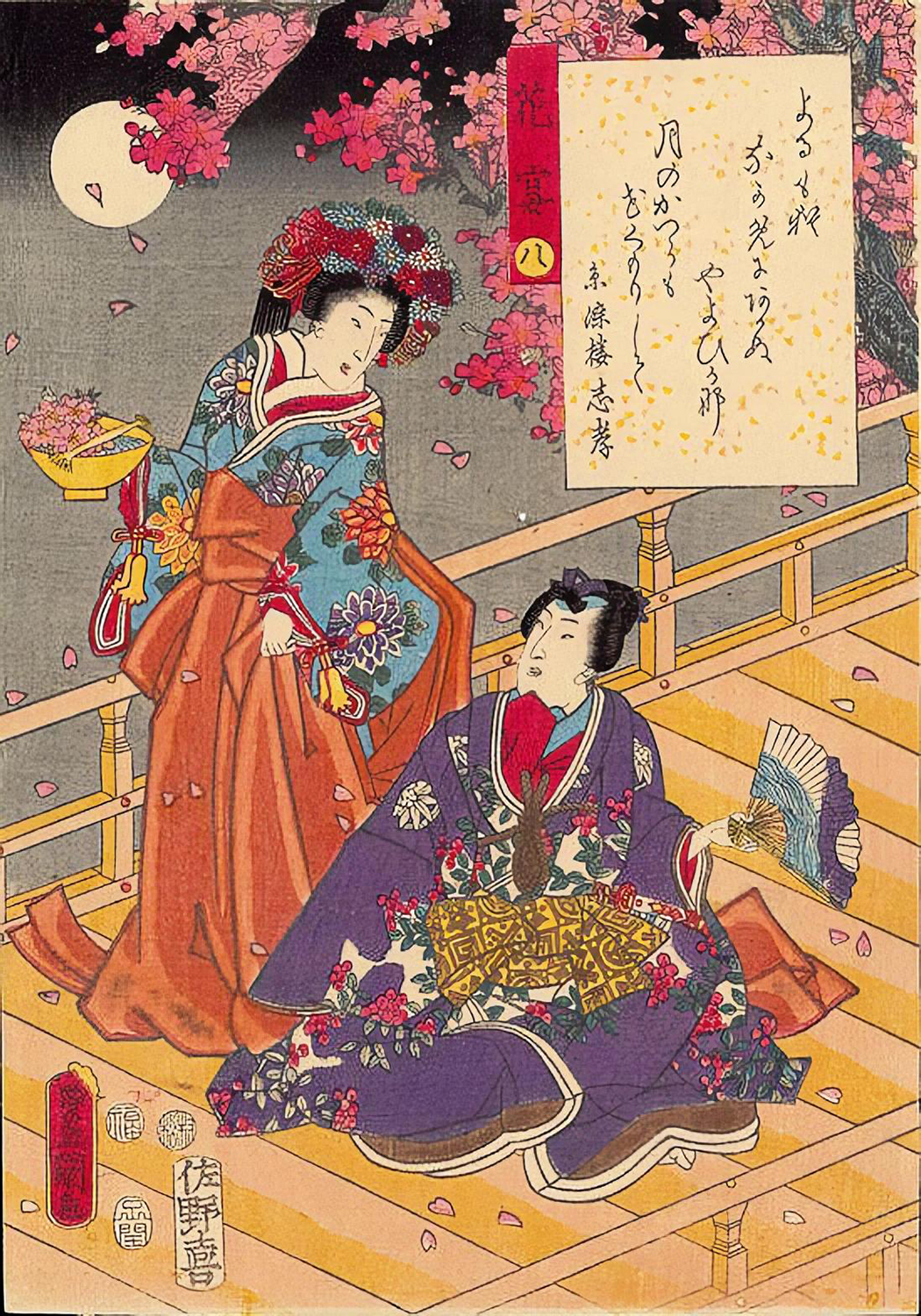